# Atuf (nom)
Atuf és un nom masculí àrab (àrab: عطوف, ʿAṭūf) que literalment significa ‘afectuós', ‘compassiu’, ‘bondadós'. Si bé Atuf és la transcripció normativa en català del nom en àrab clàssic, també se'l pot trobar transcrit d'altres maneres. Aquest nom també el duen musulmans no arabòfons que l'han adaptat a les característiques fòniques i gràfiques de la seva llengua.